# American Cup (gymnastique)
Pour les articles homonymes, voir America's Cup (homonymie).
L'American Cup est une compétition internationale de gymnastique artistique qui a lieu toutes les années aux États-Unis depuis 1976, en février ou mars. Depuis 2011, elle fait partie des épreuves de la Coupe du monde de gymnastique artistique organisée par la Fédération internationale de gymnastique. Elle consiste en un concours général, chez les femmes comme chez les hommes, hormis pour l'édition 2005 qui a organisé des concours par agrès.

## Palmarès

### Gymnastique artistique féminine
| Année | Lieu           | Médaille d'or | Médaille d'argent                                                                                         | Médaille de bronze                                                                                        |
| 1976  | New York       | Nadia Comăneci (ROU) | Kathy Howard (USA)                                                                                        | Elena Davydova (URS)                                                                                      |
| 1977  | New York       | Kathy Johnson (USA) | Donna Turnbow (USA)                                                                                       | Marta Egervari (HUN) Karen Kelsall (CAN)                                                                  |
| 1978  | New York       | Natasha Tereschenko (URS) | Kathy Johnson (USA)                                                                                       | Eva Mareckova (TCH)                                                                                       |
| 1979  | New York       | Stella Zakharova (URS) | Maxi Gnauck (GDR)                                                                                         | Tracee Talavera (USA)                                                                                     |
| 1980  | New York       | Tracee Talavera (USA) | Emilia Eberle (ROU)                                                                                       | Marcia Frederick (USA)                                                                                    |
| 1981  | Fort Worth     | Julianne McNamara (USA) | égalité Tracee Talavera (USA) Huang Qun (CHN) Lavinia Agache (ROU)                                        | non attribuée                                                                                             |
| 1982  | New York       | égalité Julianne McNamara (USA) Zoja Grantcharova (BUL)                                                                                        | non attribuée                                                                                             | Tracee Talavera (USA)                                                                                     |
| 1983  | New York       | Mary Lou Retton (USA) | Julianne McNamara (USA)                                                                                   | Alena Drevjana (TCH)                                                                                      |
| 1984  | New York       | Mary Lou Retton (USA) | Laura Cutina (ROU)                                                                                        | Julianne McNamara (USA)                                                                                   |
| 1985  | Indianapolis   | Mary Lou Retton (USA) | Yu Feng (CHN)                                                                                             | Daniela Silivaș (ROU)                                                                                     |
| 1986  | Fairfax        | Kristie Phillips (USA) | Boriana Stoyanova (BUL)                                                                                   | Irina Baraksanova (URS)                                                                                   |
| 1987  | Fairfax        | Kristie Phillips (USA) | Olga Strazheva (URS)                                                                                      | Phoebe Mills (USA)                                                                                        |
| 1988  | Fairfax        | Phoebe Mills (USA) | Svetlana Baitova (URS)                                                                                    | Chelle Stack (USA)                                                                                        |
| 1989  | Fairfax        | Brandy Johnson (USA) | Olesya Dudnik (URS)                                                                                       | Henrietta Onodi (HUN)                                                                                     |
| 1990  | Fairfax        | Kim Zmeskal (USA) | Natalia Kalinina (URS)                                                                                    | Mari Kosuge (JPN)                                                                                         |
| 1991  | Orlando        | Betty Okino (USA) | Kim Zmeskal (USA)                                                                                         | Ludmila Stovbchataya (URS)                                                                                |
| 1992  | Orlando        | Kim Zmeskal (USA) | Henrietta Onodi (HUN)                                                                                     | Shannon Miller (USA)                                                                                      |
| 1993  | Orlando        | Shannon Miller (USA) | Kerri Strug (USA)                                                                                         | Elena Piskun (BLR)                                                                                        |
| 1994  | Orlando        | Dominique Dawes (USA) | Vasiliki Tsavdaridou (GRE)                                                                                | Elena Piskun (BLR)                                                                                        |
| 1995  | Seattle        | Kristy Powell (USA) | Ana Maria Bican (ROU)                                                                                     | Amanda Borden (USA)                                                                                       |
| 1996  | Fort Worth     | Kerri Strug (USA) | Svetlana Boginskaya (BLR)                                                                                 | Oksana Chusovitina (UZB)                                                                                  |
| 1997  | Fort Worth     | Elvire Teza (FRA) | Vanessa Atler (USA)                                                                                       | Ji Liya (CHN)                                                                                             |
| 1998  | Fort Worth     | Viktoria Karpenko (UKR) | Meng Fei (CHN)                                                                                            | Kristen Maloney (USA)                                                                                     |
| 1999  | St. Petersburg | Jennie Thompson (USA) | Elena Produnova (RUS)                                                                                     | Vanessa Atler (USA)                                                                                       |
| 2000  | Orlando        | Elena Produnova (RUS) | Morgan White (USA)                                                                                        | Laura Martinez (ESP)                                                                                      |
| 2001  | Orlando        | Elena Zamolodchikova (RUS) | Laura Martinez (ESP)                                                                                      | Kristal Uzelac (USA)                                                                                      |
| 2002  | Orlando        | Tasha Schwikert (USA) | Courtney Kupets (USA)                                                                                     | Verona van de Leur (NED)                                                                                  |
| 2003  | Fairfax        | Carly Patterson (USA) | Courtney Kupets (USA)                                                                                     | Ashley Postell (USA)                                                                                      |
| 2004  | New York       | Carly Patterson (USA) | Courtney McCool (USA)                                                                                     | Chellsie Memmel (USA)                                                                                     |
| 2005  | Uniondale      | Saut : Alicia Sacramone (USA) Barres : Chellsie Memmel (USA) Poutre : égalité Zhang Nan (CHN), Nastia Liukin (USA) Sol : Patricia Moreno (ESP) | Saut : Melanie Sinclair (USA) Barres : Liu Juan (CHN) Poutre : non attribuée Sol : Alicia Sacramone (USA) | Saut : Cheng Fei (CHN) Barres : Tania Gener (ESP) Poutre : Chellsie Memmel (USA) Sol : Beth Tweddle (GBR) |
| 2006  | Philadelphie   | Nastia Liukin (USA) | Shayla Worley (USA)                                                                                       | Aisha Gerber (CAN)                                                                                        |
| 2007  | Jacksonville   | Shawn Johnson (USA) | Natasha Kelley (USA)                                                                                      | Elsa Garcia (MEX)                                                                                         |
| 2008  | New York       | Nastia Liukin (USA) | Shawn Johnson (USA)                                                                                       | Samantha Peszek (USA)                                                                                     |
| 2009  | Chicago        | Jordyn Wieber (USA) | Bridget Sloan (USA)                                                                                       | Kim Bui (GER)                                                                                             |
| 2010  | Worcester      | Rebecca Bross (USA) | Aly Raisman (USA)                                                                                         | Jessica López (VEN)                                                                                       |
| 2011  | Jacksonville   | Jordyn Wieber (USA) | Aliya Mustafina (RUS)                                                                                     | Aly Raisman (USA)                                                                                         |
| 2012  | New York       | Jordyn Wieber (USA) | Aly Raisman (USA)                                                                                         | Larisa Iordache (ROU)                                                                                     |
| 2013  | Worcester      | Katelyn Ohashi (USA) | Simone Biles (USA)                                                                                        | Victoria Moors (CAN)                                                                                      |
| 2014  | Greensboro     | Elizabeth Price (USA) | Brenna Dowell (USA)                                                                                       | Giulia Steingruber (SUI)                                                                                  |
| 2015  | Arlington      | Simone Biles (USA) | MyKayla Skinner (USA)                                                                                     | Erika Fasana (ITA)                                                                                        |
| 2016  | Newark         | Gabby Douglas (USA) | Maggie Nichols (USA)                                                                                      | Ellie Black (CAN)                                                                                         |
| 2017  | Newark         | Ragan Smith (USA) | Asuka Teramoto (JPN)                                                                                      | Mélanie de Jesus dos Santos (FRA)                                                                         |